# Rombach-le-Franc
Rombach-le-Franc là một xã ở tỉnh Haut-Rhin trong vùng Grand Est ở đông bắc Pháp. Xã này có diện tích 17,87 km², dân số năm 1999 là 901 người. Khu vực này có độ cao 300 mét trên mực nước biển.